# Alexander Steen
Alexander „Alex“ Steen (* 1. März 1984 in Winnipeg, Manitoba) ist ein ehemaliger schwedisch-kanadischer Eishockeyspieler und derzeitiger -funktionär. Der Center kam als Sohn des schwedischen Eishockeyspielers Thomas Steen in Kanada zur Welt und wurde von den Toronto Maple Leafs im NHL Entry Draft 2002 an 24. Position ausgewählt. Bei den Maple Leafs begann er seine Karriere in der National Hockey League (NHL), ehe er im Jahre 2008 zu den St. Louis Blues wechselte, für die er bis 2020 auf dem Eis stand und mit denen er in den Playoffs 2019 den Stanley Cup gewann. Insgesamt bestritt er über 1000 NHL-Partien. Mit der schwedischen Nationalmannschaft errang Steen zudem die Silbermedaille bei den Olympischen Winterspielen 2018.

## Karriere
Der 1,85 m große Center begann seine Karriere beim schwedischen Club Västra Frölunda HC in der Elitserien, bevor er beim NHL Entry Draft 2002 als 24. in der ersten Runde von den Maple Leafs ausgewählt wurde. Während der Saison 2004/05 spielte der Linksschütze beim schwedischen Erstligisten MODO Hockey Örnsköldsvik, sein erstes Spiel in der NHL absolvierte Steen am 5. Oktober 2005 gegen die Ottawa Senators. Zudem wurde Steen für das im Rahmenprogramm des NHL All-Star Game 2007 stattfindende YoungStars Game nominiert, wo er in der Startformation des Teams der Eastern Conference auflief.
Am 24. November 2008 wurde Steen zusammen mit Carlo Colaiacovo für Lee Stempniak zu den St. Louis Blues transferiert. Im Juli 2010 unterzeichnete er mit den Blues eine Vertragsverlängerung über vier Jahre. In der folgenden Saison wurde der Center zum Assistenzkapitän der Mannschaft ernannt und schloss die Spielzeit mit 20 Toren und einem neuen persönlichen Bestwert von 51 Scorerpunkten ab.
Während des Lockouts in der Saison 2012/13 kehrte er für 20 Spiele zu seinem ehemaligen Verein MODO Hockey in die Elitserien zurück und erzielte dabei 23 Scorerpunkte. Im Oktober 2013 erzielte Steen in 10 NHL-Spielen 11 Tore und insgesamt 16 Scorerpunkte, woraufhin er als NHL-Spieler des Monats ausgezeichnet wurde. Vor der NHL-Pause im Februar 2014 stand Steen mit 28 Toren auf dem sechsten Rang der Torschützenliste der NHL.
Bei den Olympischen Winterspielen 2014 stand Steen im Kader der schwedischen Nationalmannschaft und gewann die Silbermedaille. Zudem sollte er zum schwedischen Aufgebot beim World Cup of Hockey 2016 gehören, sagte jedoch einen Monat vorher verletzungsbedingt ab.
Mit den Blues gewann Steen in den Playoffs 2019 den Stanley Cup. Im Februar 2020 absolvierte er sein insgesamt 1000. Spiel der regulären Saison in der NHL. Nach der Saison 2019/20 gab er im Dezember 2020 bekannt, dass er seine aktive Karriere aufgrund mehrerer Bandscheibenvorfälle beenden muss. Insgesamt bestritt er 1018 NHL-Partien und verzeichnete 622 Scorerpunkte. Dabei bleibt er vor allem als Akteur der St. Louis in Erinnerung, auf dessen Franchise-Bestenlisten er zum Zeitpunkt seines Karriereendes auf Rang vier in Spielen (765) und Rang fünf in Punkten (496) platziert war.
Nach seiner aktiven Karriere war Steen ab 2022 beim IF Sundsvall Hockey als Manager tätig, bevor er während der Saison 2023/24 ins Management der St. Louis Blues wechselte und somit zu seinem vorherigen Arbeitgeber zurückkehrte. Im Juni 2024 wurde dann bekanntgegeben, dass Steen ab der Spielzeit 2024/25 als Berater von General Manager Doug Armstrong tätig sein und dessen Position ab der Saison 2026/27 übernehmen soll.

## Erfolge und Auszeichnungen
| - 2003 Schwedischer Meister mit dem Västra Frölunda HC - 2007 Teilnahme am NHL YoungStars Game - 2013 NHL-Spieler des Monats Oktober | - 2014 Viking Award - 2019 Stanley-Cup-Gewinn mit den St. Louis Blues |

### International
- 2014 Silbermedaille bei den Olympischen Winterspielen

## Karrierestatistik

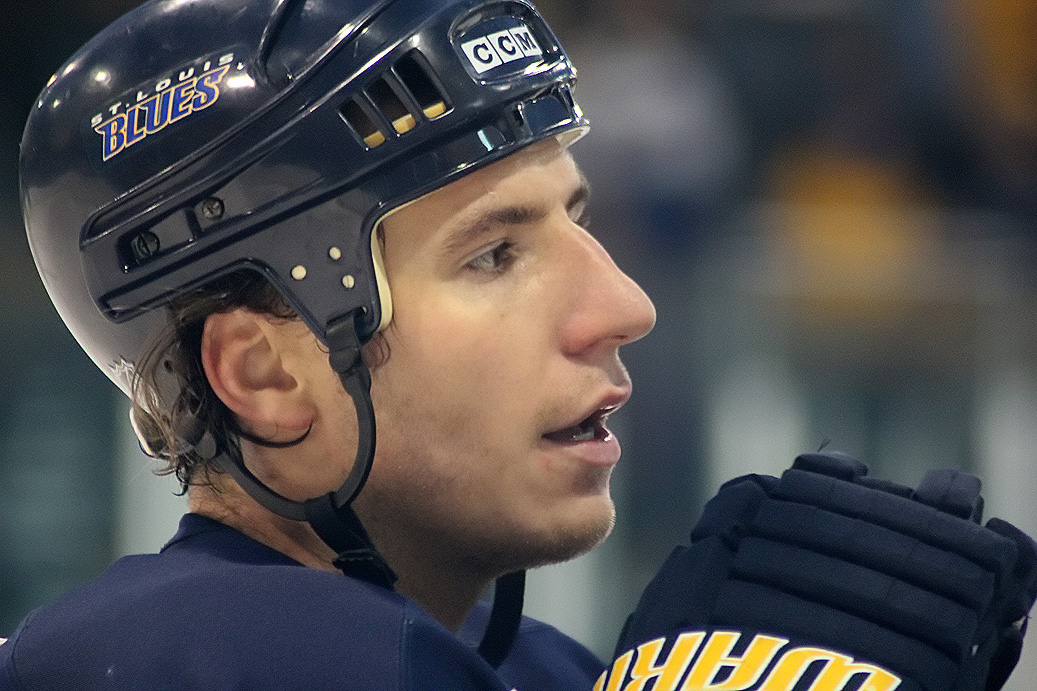
Alexander Steen für die St. Louis Blues (2012)

### International
Vertrat Schweden bei:
| - U18-Junioren-Weltmeisterschaft 2002 - U20-Junioren-Weltmeisterschaft 2003 - U20-Junioren-Weltmeisterschaft 2004 | - Weltmeisterschaft 2007 - Olympischen Winterspielen 2014 |

(Legende zur Spielerstatistik: Sp oder GP = absolvierte Spiele; T oder G = erzielte Tore; V oder A = erzielte Assists; Pkt oder Pts = erzielte Scorerpunkte; SM oder PIM = erhaltene Strafminuten; +/− = Plus/Minus-Bilanz; PP = erzielte Überzahltore; SH = erzielte Unterzahltore; GW = erzielte Siegtore; 1 Play-downs/Relegation; Kursiv: Statistik nicht vollständig)